# Kokkai

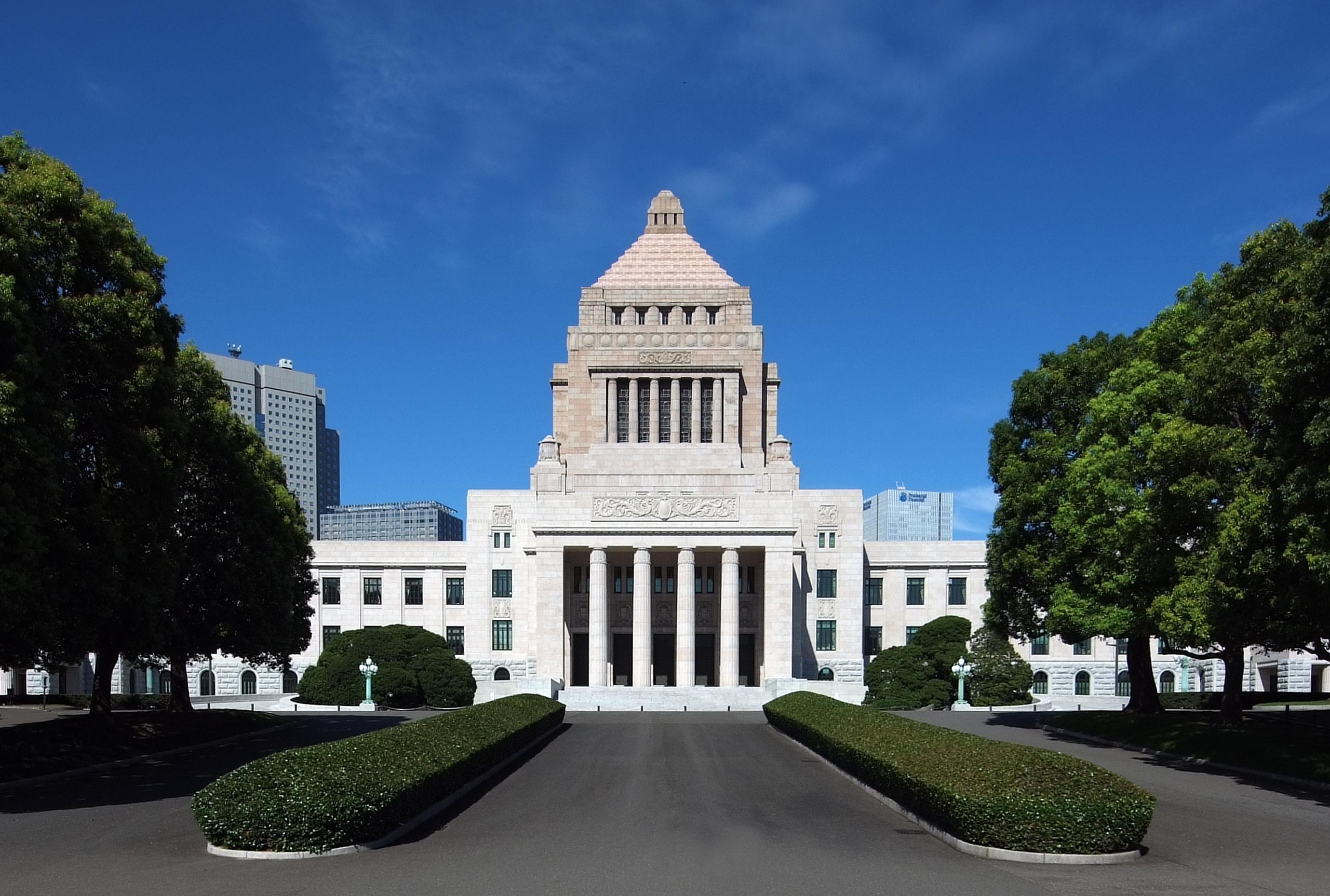
Het nationale parlementsgebouw in Tokio

Kokkai (Japans: 国会 letterlijk Rijksdag) is het Japanse parlement, gevestigd in de wijk Chiyoda in Tokio.
Het bestaat uit twee kamers:
- het Lagerhuis (Shūgiin), dat uit 480 leden bestaat
- het Hogerhuis (Sangiin), dat uit 242 leden bestaat

Samen hebben zij 722 leden. 
Het parlement kwam op 29 november 1890 voor het eerst samen. Het werd gevormd naar voorbeeld van de Duitse Rijksdag en het Britse parlement. 